# Josefa Jara Martinez
Artykuł ten został zgłoszony do umieszczenia na stronie głównej w rubryce „Czy wiesz”.
Pomóż nam go sprawdzić: oceń zgłoszoną nominację.
Josefa Jara Martinez (ur. 21 stycznia 1894, zm. 24 kwietnia 1987) – filipińska działaczka społeczna.

## Życiorys
Urodziła się 21 stycznia 1894 w Mandurriao w prowincji Iloilo. Była córką Jose Jary oraz Emilii Goigil. Podjęła studia w stołecznej Philippine Normal School, tam też w 1916 uzyskała licencjat z zakresu edukacji. Dzięki stypendium rządowemu zdołała następnie wyjechać do Stanów Zjednoczonych, tam też kształciła się w nowojorskiej School of Social Welfare. Placówkę tę ukończyła w 1921. Stała się tym samym pierwszą w historii Filipin certyfikowaną pracownicą socjalną. Po powrocie do kraju związała się zawodowo z rodzącym się filipińskim systemem opieki społecznej. Została zatrudniona w Biurze Opieki Społecznej, następnie zaś w wydziale ds. małoletnich Departamentu Zdrowia. Jako jedna z pierwszych osób na Filipinach zajęła się także opieką nad osobami niepełnosprawnymi, korzystając w tym względzie ze zdobytej podczas studiów wiedzy. Przeniosła się następnie do prowincji Negros Occidental. Starała się tam aktywizować środowiska kobiece, przy ich wsparciu i pomocy otwierając centra opieki zdrowotnej.
Rozwinęła szeroką i zróżnicowaną działalność społeczną. Kierowała Associated Charities of Manila, organizacją dobroczynną założoną z inicjatywy tak filipińskich jak i amerykańskich działaczy społecznych. W jej szeregach współpracowała z takimi postaciami jak Josefa Llanes Escoda, Trinidad Fernandez Legarda i Asuncion Perez. Zapisała się w dziejach Filipin również ze względu na swoją walkę o prawa dzieci. Stała na przykład za utworzeniem wioski dziecięcej, która miała udzielać schronienia dzieciom, które zostały porzucone, bądź też które były ofiarami przemocy. W 1934 przystąpiła do Young Women’s Christian Association (YWCA), również i w tej organizacji piastowała funkcję kierownicze. Angażowała się również w działalność stowarzyszeń międzynarodowych, które zajmowały się tematyką społeczną.
Za swoją działalność wielokrotnie była nagradzana i wyróżniana. Otrzymała między innymi Medal Zasługi (1953), Filipińską Legię Honorową (1954) oraz Prezydencki Order Zasługi (1966). Opublikowała The Evolution of Philippine Social Work. Poślubiła Rufino Martineza, doczekała się z nim trojga dzieci. Jej córka Amelita poślubiła Fidela Ramosa, prezydenta Filipin w latach 1992-1998. Zmarła 24 kwietnia 1987 w Manili.